# Hypotrabala
Hypotrabala is een geslacht van vlinders van de familie spinners (Lasiocampidae).

## Soorten
- H. castanea Holland, 1893
- H. odonestioides Berio, 1937
- H. regalis Tams, 1953
- H. regius (De Lajonquière, 1973)
- H. sanguicincta (Aurivillius, 1901)